# Corbelin
Corbelin is een gemeente in het Franse departement Isère (regio Auvergne-Rhône-Alpes). De plaats maakt deel uit van het arrondissement La Tour-du-Pin. Corbelin telde op 1 januari 2022 2.368 inwoners.

## Geografie
De oppervlakte van Corbelin bedroeg op 1 januari 2022 12 vierkante kilometer; de bevolkingsdichtheid was toen 197,3 inwoners per km².

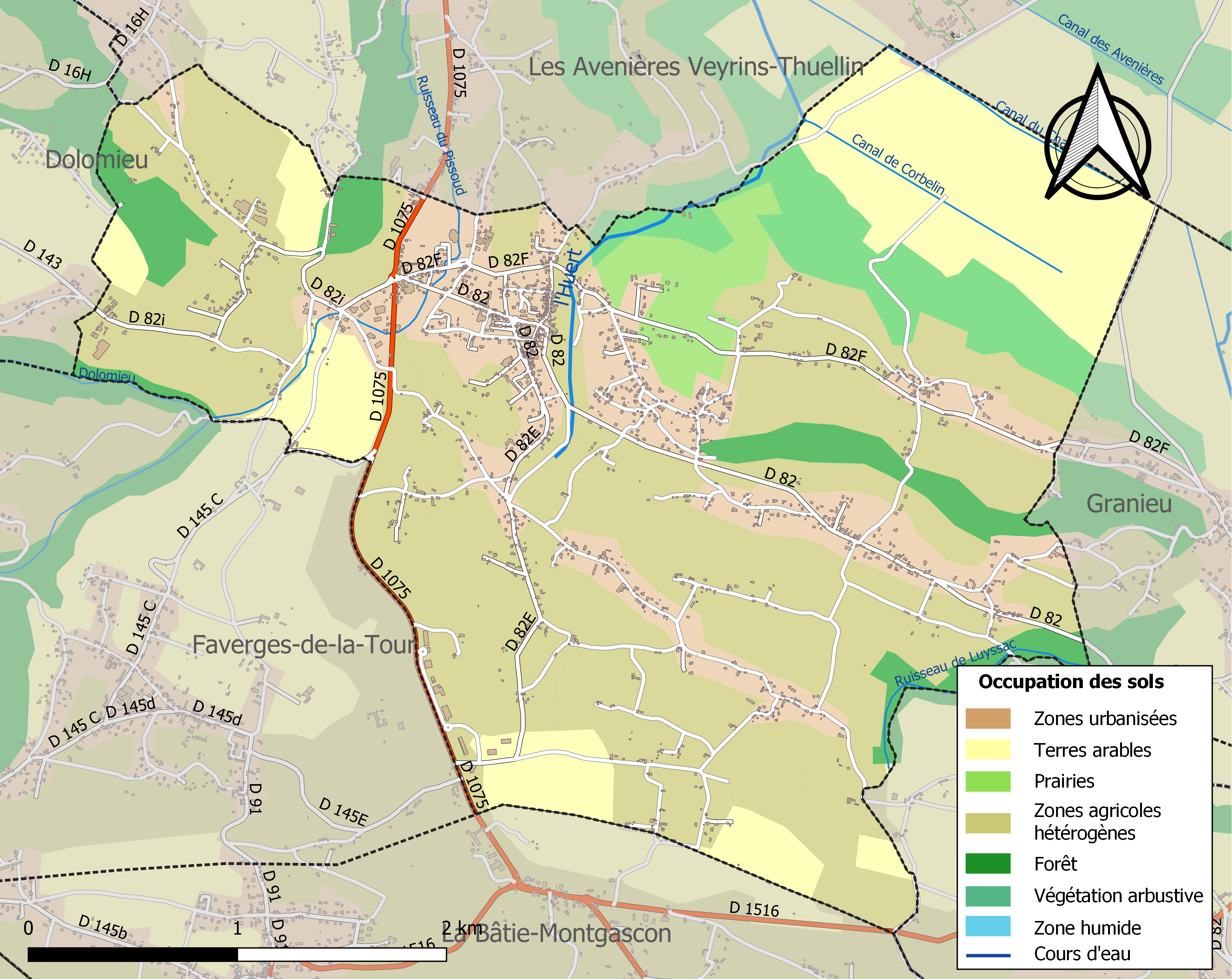
Kaart van de gemeente met de belangrijkste infrastructuur, bodemgebruik en omliggende gemeenten

## Demografie
Onderstaande figuur toont het verloop van het inwonertal (bron: INSEE-tellingen).